# Јован из Никијуа
Јован из Никијуа био је епископ града Никију у делти Нила који је 696. именован за архимандрита манастирâ Горњег Египта. Аутор је хронике која обухвата раздобље од Адама и Еве до краја исламског покоравања Египта и која садржи важне историјске детаље којих нема на другим местима: између осталог, у њој се спомињу напади Бугара на Византију за време Аспаруха, Кубрата и других бугарских владара.
Према Историји александријских патријарха од Севера, епископа града Ел Ашумејна (некадашњег Хермопоља), Јован је живео за време патријарха Јована III, Исака и Симеона I. Но, када је Јован толико тешко казнио једног монаха, наводно због моралног прекршаја, да је овај недуго потом (у року од десет дана) умро, патријарх Симеон га је уклонио из свог кабинета. 
Хроника Јована из Никијуа првобитно је била на грчком језику са изузетком неких глава које се тичу Египта: оне су биле написане на коптском, судећи по облицима имена. Међутим, ово дело сачувано је само у етиопској рецензији урађеној 1602. на основу арапског превода оригинала. Но, неки делови су нажалост случајно изостављени; ту се посебно истиче онај део који обухвата раздобље од 610. до 640.